# Crassula glomerata
Crassula glomerata (лат.) — вид растений рода Толстянка (Crassula) семейства Толстянковые (Crassulaceae), естественно произрастающий на территории Капской провинции Южно-Африканской Республики.

## Ботаническое описание

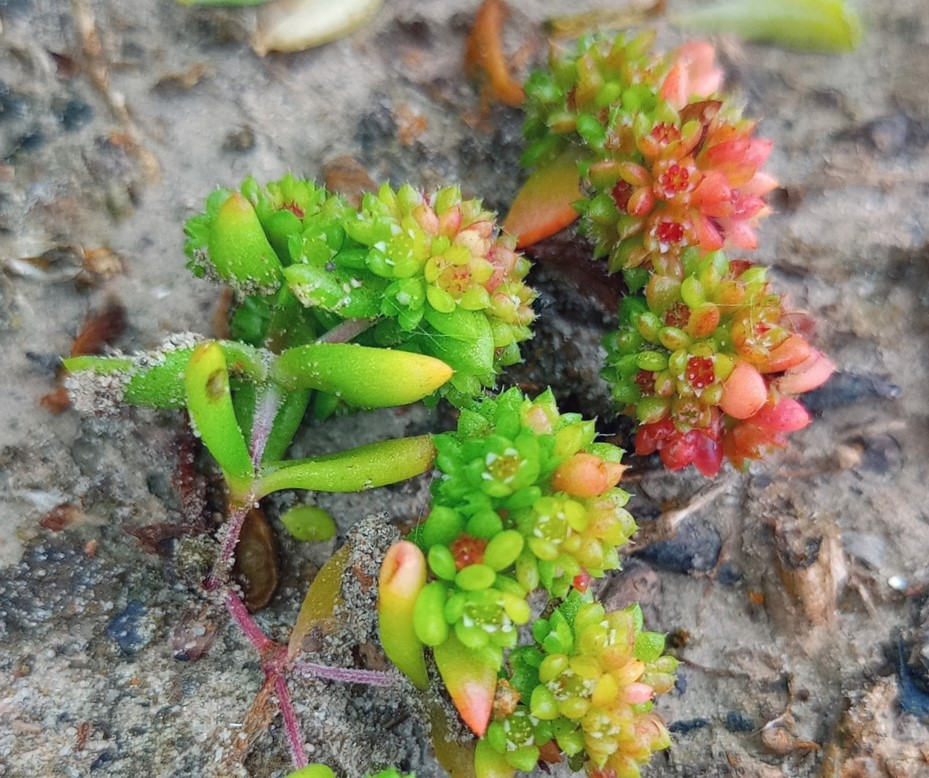
Общий вид

Прямостоячие однолетники, голые, от зеленого до красновато-коричневого цвета, до 5 см высотой, корни волокнистые. Листья 6–8 х 1-3 мм, раскидистые, сидячие, плоские, от ланцетных до узкотреугольно-ланцетных, острые, верхняя сторона плоская, нижняя выпуклая.
Соцветия округлые тирсы с многочисленными сидячими клубочковыми дихазиями. Цветки сидячие, 5-членные, чашелистики ланцетные, 1-2,5 мм, несколько удлиняющиеся после цветения, кончики острые или тупые, венчик чашевидный, белый, лепестки продолговато-ланцетные, до 1,5 мм, тупые, пыльники коричневые.
Время цветения: весна.
Цитология: 2n = 48.

## Распространение и экология
Растение широко распространено в прибрежных районах, начиная от юго-запада Капской провинции и простираясь до Порт-Элизабет в Восточно-Капской провинции. Обычно его можно найти на песчаных почвах, расположенных на открытых пространствах между областями с более высокой растительностью. Эти почвы формируются из различных материалов, таких как гранит, песчаник или известняк, и в основном встречаются на песчаных, часто близко к прибрежным равнинам и известняковым областям. Растение произрастает в таких типах растительности, как Финбос-Реностервельд, а также в зарослях Олбани.
Характерными особенностями Crassula glomerata являются густые соцветия и маленькие бугорки на всей поверхности растения, включая характерные вершины лепестков. Однако некоторые растения этого вида могут быть лишены волосков полностью, а в случае теневых условий их цветоносы могут быть более рыхлыми.
Вид был интродуцирован в Австралии (Новый Южный Уэльс и Западная Австралия).

## Таксономия
Crassula glomerata P.J.Bergius, первое упоминание в Descr. Pl. Cap.: 85 (1767).
Гетеротипные (основанные на разных номенклатурных типах):

### Синонимы
- Crassula capillacea E.Mey. ex Harv.
- Crassula glabra Haw.
- Crassula pulchella Aiton
- Crassula scaberula (Kunze) Raym.-Hamet
- Crassula scleranthoides Burm.f.
- Thisantha glabra (Haw.) Eckl. & Zeyh.
- Thisantha glomerata Eckl. & Zeyh.
- Thisantha scaberula Kunze
- Thisantha strigosa Eckl. & Zeyh.